# استفانی نیزنیک
استفانی نیزنیک ((به انگلیسی: Stephanie Niznik)؛ زادهٔ ۲۰ مهٔ ۱۹۶۷ - ۲۳ ژوئن ۲۰۱۹) بازیگر اهل ایالات متحده آمریکا بود.

## گزیده آثار

### سینما
- پیشتازان فضا: شورش (۱۹۹۸)
- هر جا جز اینجا (۱۹۹۹)

### تلویزیون
- لاست (۲۰۰۹)
- ان‌سی‌آی‌اس (۲۰۰۹)
- سی‌اس‌آی: میامی (۲۰۰۸)
- آناتومی گری (۲۰۰۷)
- پیشتازان فضا: انترپرایز (۲۰۰۲)
- پزشک دهکده (۱۹۹۷)